# باربرا بيغز
باربرا بيغز (بالإنجليزية: Barbara Biggs)‏ (3 ديسمبر 1956)؛ صحفية وروائية أسترالية.